# Klášterní Hradisko (Ołomuniec)
Klášterní Hradisko – dzielnica, część miasta Ołomuniec, położona w kraju ołomunieckim, w powiecie Ołomuniec, w Czechach.
Znajduje się tu jeden z bardziej charakterystycznych zabytków Ołomuńca – Klasztor Hradisko.